# Balthart
Balthart, auch Balthart von Hersfeld, (* vor 740; † 798) war ein Benediktiner.
Balthart wurde vermutlich in einer adeligen, gebildeten Familie geboren, die möglicherweise in England beheimatet war. Seine Mutter Cunihilt war eine der Nonnen, an die der zwischen 742 und 746 entstandene Bonifatiusbrief 67 gerichtet war. 
Wahrscheinlich kam er in jungen Jahren zur Ausbildung in Benediktinerkloster. Zwischen 769 und 786 kam er in die Benediktinerabtei Hersfeld. 786 wurde er offenbar als Abt oder als Unterabt unter dem Mainzer Erzbischof Richulf in Hersfeld eingesetzt. Welche Funktion er genau innehatte, ist nicht klar. Lampert von Hersfeld lässt mit der Erwähnung von Baltharts Tod seine Reihe Hersfelder Äbte beginnen und führt dafür Richulf nicht auf, der wiederum 802 urkundlich als Abt von Hersfeld belegt ist. Balthart wurde in Hersfeld bestattet.